# Vlag van Laarne
De vlag van Laarne werd door de gemeenteraad op 14 mei 1985 officieel vastgesteld als de gemeentelijke vlag van de Oost-Vlaamse gemeente Laarne. Op 1 juli 1985 werd hij door het Bestuur van Vlaanderen bevestigd en uiteindelijk gepubliceerd op 8 juli 1986 in het officiële Belgisch Staatsblad.
Officieel wordt de vlag beschreven als:
Geel met een rode leeuw en een zwart omboordsel.
De vlag is volledig gebaseerd op het gemeentewapen en ziet er dus helemaal hetzelfde uit. De leeuw zijn ontleend uit de Vlaamse vlag.

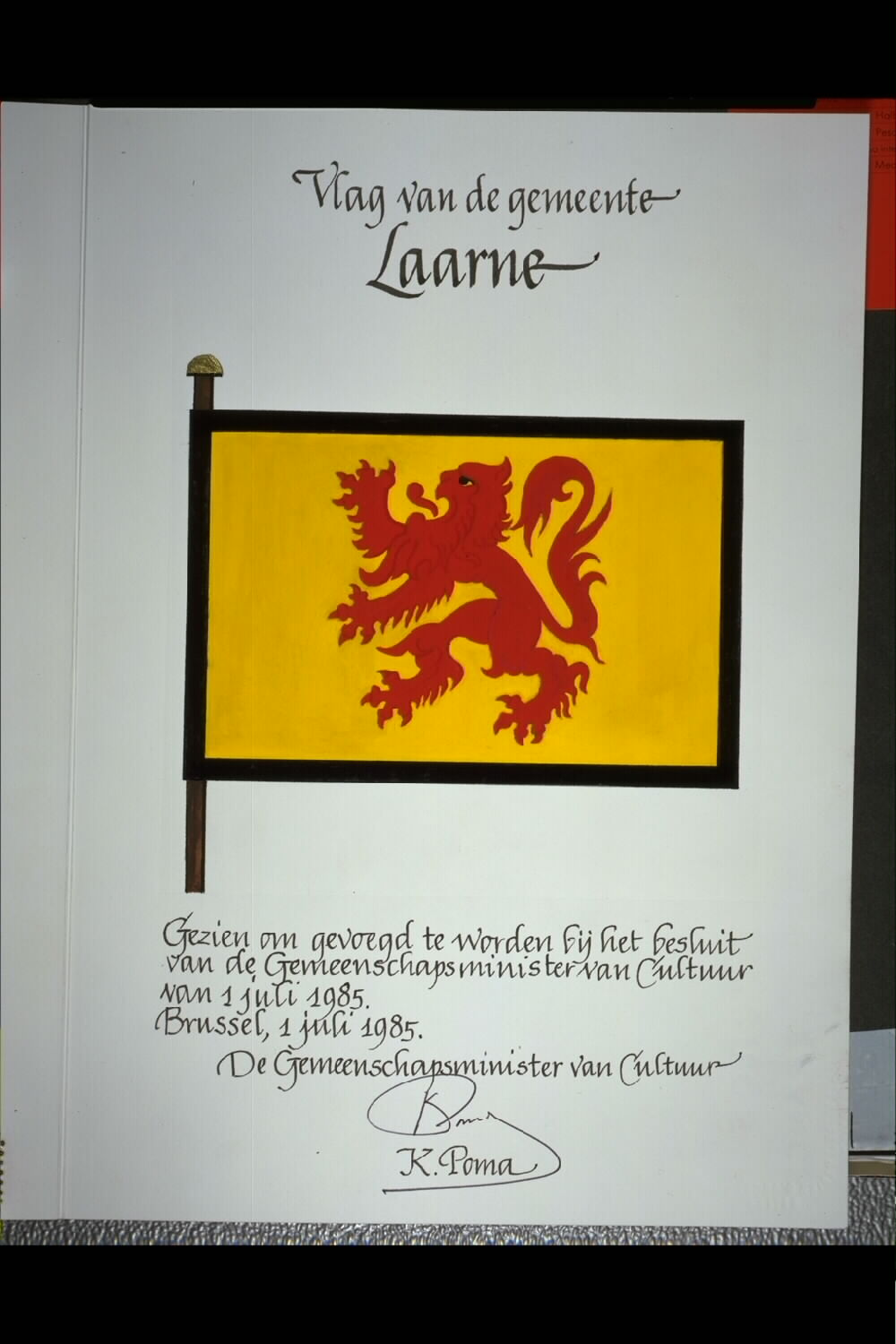
Ontwerp vlag getekend door Karel Poma
Vlag van Vlaanderen